# Micro-Professor MPF-I
Micro-Professor MPF-I — первый микрокомпьютер от компании Multitech (которая в 1987 сменила название на Acer), представленный в 1981, являлся одним из самых продаваемых в мире.

## Описание
Специально разработан для обучения основам машинного кода и ассемблера, представляет собой простую и лёгкую в использовании обучающую систему на основе микропроцессора Zilog Z80. Компьютер заключён в вакуумную пластиковую коробку, которую часто использовали для хранения копии языкового учебника, учебного пособия и двух аудиокассет. Программы вводятся в MPF-I с использованием машинного кода Z80 в шестнадцатеричном формате. MPF-I, используя интерактивный монитор, одновременно отображает как адрес, так и данные, хранящиеся по этому адресу, используя семисегментный дисплей. Имеется запасной разъём DIP для добавления дополнительного ПЗУ или ОЗУ в MPF-I. В правом верхнем углу компьютера также есть два разъёма TRS, они предназначены для связи с кассетным магнитофоном, который считывает данные с аудиокассет, и используются для хранения программ и кода, введённого в машину — один используется для чтения, а другой для записи данных. Этот метод хранения данных аналогичен таковому у Radio Shack TRS-80 или Sinclair ZX-81, используемый для коммерческих программ и игр.

## Модификации
Позже Multitech представила Tiny-Basic для MPF-1, при этом монитор и язык программирования помещались в одно 4-килобайтное ПЗУ, заменяя 2-килобайтное ПЗУ, используемое только для монитора. Эта конфигурация продавалась как MPF-1B. В 1984 Multitech представила MPF-1P или MPF-Plus, который был развитием MPF-1, поскольку имел тот же форм-фактор. Он имел однострочный 20-разрядный 14-сегментный дисплей и клавиатуру QWERTY. У него был тот же разъём расширения, что и у MPF-1 (строго для ЦП Z80), поэтому несколько плат расширения MPF-1 можно было использовать с MPF-1P. Этот компьютер был с ассемблером и дизассемблером в составе прошивки на 8 килобайт. MPF-1P имел 4 килобайта статической оперативной памяти. В 1985 был выпущен MPF-I/88, последний в линейке MPF-I. Это был одноплатный компьютер на базе процессора Intel 8088 с двухстрочным ЖК-экраном.

## Производство
24 февраля 1993 компания Flite Electronics International Limited в Саутгемптоне, в то время являвшаяся международным дистрибьютором Acer, приобрела у Acer авторские права на учебные пособия MPF-I, а также права на интеллектуальную собственность на его прошивку и аппаратное обеспечение. Flite производит небольшие партии MPF-1B на субподрядном производственном предприятии в Хаванте.